# BBC Дикий Китай
«Дикий Китай» — шестисерийный документальный фильм о природе Китая совместного производства BBC Natural History Unit и Центральныго телевидения Китая (CCTV) и снятый в формате высокой чёткости (HD). Он выходил в эфир в Великобритании на BBC Two с 11 мая по 5 июня 2008 года. Английскую версию озвучивал Бернард Хилл, продюсерами были Фил Чепмен для BBC и Гао Сяопин для CCTV. Китайская версия транслировалась под названием «Прекрасный Китай». В Канаде он транслировался на канале CBC в рамках программы «Природа вещей», озвученной Дэвидом Судзуки. «Дикий Китай» выходил в эфир в Австралии на ABC1 и ABC HD каждое воскресенье в 19:30 с 18 мая 2008 года.
Саундтреки, сопровождающие сериал, были написаны Барнаби Тейлором и исполнены Чэн Ю и Британским китайским ансамблем.
Сериал был анонсирован как завершающий эпизод сериала «Континенты» BBC Natural History Unit, серии документальных фильмов о дикой природе, рассказывающих о естественной истории каждой из основных областей суши в мире. Ему предшествовал «Дикие Карибы» в 2007 году, но трансляция «Тайны Тихого океана» в 2009 году телеканалом BBC свидетельствовала о продолжении программы.

## История создания
Олимпиада 2008 года в Пекине дала команде BBC Natural History Unit возможность сделать первую всеобъемлющую серию фильмов о естественной истории Китая. По словам продюсера Би-би-си Фила Чэпмена, в преддверии Игр китайское правительство «явно стремилось продвигать себя как страну, которую стоит посетить». Разрешение на съёмку «Дикого Китая» было предоставлено в 2005 году, когда BBC работала вместе с местными партнёрами — CTV, пекинской продюсерской компанией, тесно связанной с государственной телекомпанией CCTV. Сериал отмечает первый раз, когда CCTV сотрудничал с иностранным вещателем.
Создавая фильмы о дикой природе, которые находятся на ранних стадиях развития в Китае, с учётом восприятия развитых стран, страдающих от экологических проблем, продюсеры надеялись, что сериал изменит отношение как на Востоке, так и на Западе:

«Мы хотим, чтобы народ Китая гордился своими округами и местной природой, заботился о них и стремился обеспечить их выживание. Мы также надеемся исправить негативное мнение об окружающей среде Китая, распространяемое в западных СМИ».— Продюсер сериала Фил Чепмен в журнале BBC Wildlife
Съёмки сериала проходили в течение 16 месяцев и включали полмиллиона миль путешествия в 57 отдельных съёмочных поездках в некоторых самых недоступных и захватывающих мест Китая. Съёмочная группа сняла более 500 часов видеороликов в формате HD в 26 из 30 провинций Китая.
Несмотря на беспрецедентный доступ ко многим отдалённым и охраняемым районам, одной из главных проблем, с которой столкнулись режиссёры, был поиск дикой природы. Хотя 15 % территории Китая имеют какую-либо форму защиты, это не является гарантией безопасности для дикой природы, так как часто обнаруживалось, что заповедники недостаточно оснащены оборудованием и персоналом. Кроме того, они обнаружили нехватку местного опыта и специальных знаний, так как немногие китайские зоологи были натуралистами, заинтересованными в наблюдении за дикой природой. Создатели даже изо всех сил пытались снять повадки одного из самых распространённых в стране существ — рисовой лягушки во время брачного периода. Таким образом, попытки команды найти и снять дикую природу не всегда были успешными.
При поддержке местных партийных чиновников продюсерам стало легче связываться с местными жителями и проводить с ними съёмки. Они особенно хотели записать примеры традиционного образа жизни, которые включают в себя мир природы, чтобы заложить в сериале культурный контекст. Эпизоды были разделены по регионам, чтобы показать культурные и экологические различия.

### Процесс съёмок
Более 80 % сериала было основано на традиционных методах наблюдения за дикой природой. Они были проведены в некоторых из самых отдалённых районов Китая:
- Помимо нескольких биологов, команда «Дикого Китая» была первой, кто посетил далёкий тибетский заповедник Чангтан на протяжении почти 100 лет. После пятидневной поездки из Лхасы возникла проблема съёмки чиру на охоте при температуре −30°C на высоте 5000 м над уровнем моря. Последовательный ряд кинокадров, показывающий дуэль между двумя соперничающими самцами, был успешно снят после того, как стадо в течение семи дней преследовалось операторами[8]. Полевой продюсер Джефф Бодекер в течение месяца тренировался со своей командой в различных техниках уловок. Однажды полевая команда пряталась под белым брезентом в течение 32 часов в ожидании кадра, который так и не удался. Они жгли навоз яка, чтобы согреться и растапливали питьевую воду, а команда была специально отобрана с учётом восприимчивости к культурам, умственных и физических способностей к сценариям с высоким уровнем стресса, а также техник создания документальных фильмов.
- После двух безуспешных попыток снять диких больших панд в горах Циньлин, продюсеры переключились на другую часть региона — мало посещаемый заповедник Чанцин. Там они смогли отследить и заснять зимующих животных, а также во время брачного периода, впервые такая полная последовательность была снята в дикой природе[9].
- Продюсер Кэтрин Джеффс и оператор Пол Стюарт отправились в отдалённые горы Гаолигоншань в западной части Юньнань и после трёхчасового перехода к хребту с видом на лес сумели заснять отряд медвежих макак, питающихся плодами под навесом. Следующие кадры с белоухими фазанами во время редко встречающегося тока, были испорчены, когда птицы были испуганы[10].

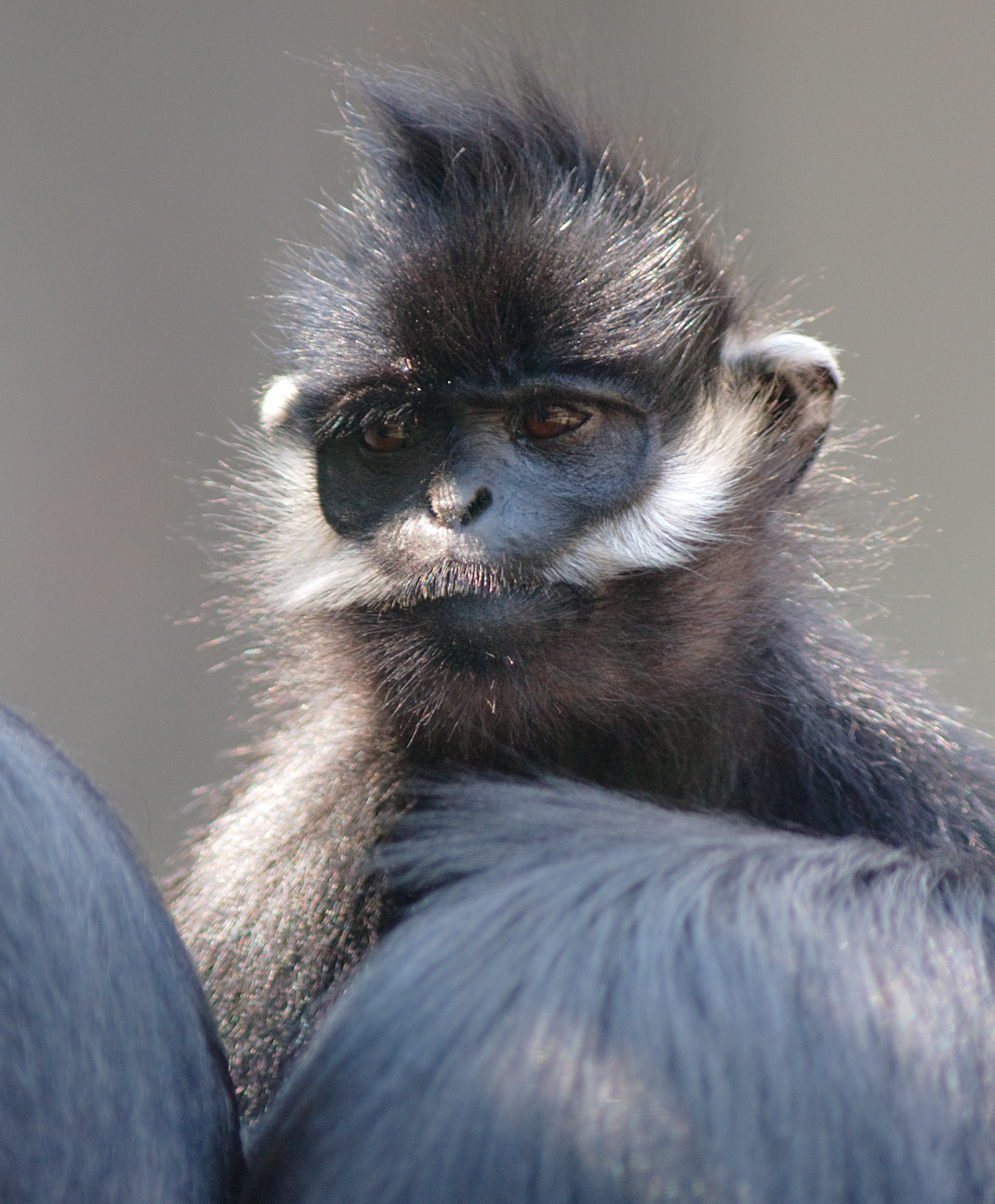
Тонкинский гульман, снятый в укрытии пещеры

Определённые кадры могут быть сняты только с использованием специальных методов:
- Скоростная съёмка использовалась для замедления действия в 80 раз, чтобы показать воробья, уклоняющегося от удара щитомордника на острове Шедао.
- Замедленная киносъёмка в уединённом тибетском ущелье успешно получилась с использованием неподвижных изображений, снятых через определённые промежутки времени после выхода из строя основной камеры.
- Инфракрасное освещение позволило команде скрытно снимать тонкинского гульмана и бамбуковых летучих мышей.
- Тепловизионные камеры использовались для наглядности того, как аморфофаллус использует конвекционный нагрев ночью, чтобы распространять свой характерный запах, который привлекает жуков-опылителей.

В некоторых обстоятельствах повадки было слишком трудно уловить в дикой природе, и требовались контролируемые условия:
- Бамбуковые крысы и хомяки Роборовского сняты в подземных норах со стеклянными боковыми панелями в съёмочной студии.
- Создатели сериала договорились о том, чтобы взять яйца китайских аллигаторов из инкубатора в центре разведения Сюаньчэн и поместить их в искусственное гнездо, чтобы заснять процесс вылупления.
- Брачные игры глазчатого трагопана были сняты с использованием пары особей в неволе, привыкших к присутствию людей. Напор охотников сделало диких птиц в Юньнани слишком осторожными, не позволяющими к ним приблизиться.
- Замедленные изображения пауков Euophrys omnisuperstes на Эвересте не могли быть получены в естественных условиях дикой среды из-за нецелесообразности транспортировки высокоскоростного оборудования камеры в отдалённое место, поэтому близкородственные виды были сняты на съёмочной площадке.

## Эпизоды
| № | Название              | Дата премьеры | Зрители (млн)               |
| --- | --------------------- | ------------- | --------------------------- |
| 1 | «Сердце дракона»      | 11 мая 2008   | 2.55 (11% доли аудитории)   |
| Первый эпизод сериала посвящён Южному Китаю, где климат и земля идеально подходят для выращивания риса. Террасные заливные поля округа Юаньян, спускающиеся на 2000 метров вниз по крутым склонам к долине реки Хонгха, являются одними из старейших искусственных сооружений в Китае. В доме мяо в провинции Гуйчжоу прибытие рыжепоясничных ласточек сигнализирует о начале посевного сезона. Другие создания, извлекающие выгоду из рисовой монокультуры, включают малую белую цаплю и белокрылую цаплю. Из сотен пещер под известняковыми холмами этого карстового региона малое количество было исследовано. В Чжундуне целая община, включая школу, живёт в укрытии пещеры. Тонкинский гульман, редкий примат, используют свои навыки скалолазания, чтобы ночью прятаться в пещерах для защиты. Среди других обитателей пещеры — стрижи и Rickett's big-footed bat, впервые снятые во время ловли рыбы в темноте. Пресноводные существа являются важным ресурсом для жителей Южного Китая. Cormorant fishing реки Ли сейчас практикуют своё искусство только для туристов, но на озере Цаохай разнокрылые стрекозы являются уникальным и ценным урожаем. Некоторые деликатесы, такие как пресноводные черепахи, исчезающе редки. Китайские аллигаторы выживают только в провинции Аньхой благодаря целенаправленным усилиям по сохранению. Отряд макак Давида находит безопасность на верхушках деревьев, когда замечает ядовитого Deinagkistrodon. После осеннего урожая риса у озера Поянху собираются перелетные птицы, в том числе тундровые лебеди и белые журавли. |                       |               |                             |
| 2 | «Шангри-Ла»           | 18 мая 2008   | 2.57 (10,6% доли аудитории) |
| Второй эпизод повествует о изобильном биоразнообразии юго-западной провинции Юньнань. Формируя восточную границу Гималаев, Сино-Тибетские горы изогнулись в ряд параллельных хребтов, протянувшихся с севера на юг. Река Салуин является одним из глубоких каньонов, которые пересекают горы. Летом муссонные дождевые облака из Индийского океана перемещаются в долины, образуя уникальный климат, в котором тропические виды могут процветать на более северной широте. 18 000 видов юньнаньских растений, из которых 3000 больше нигде не встречаются, привлекли западных ботаников и исследователей, в том числе Джозефа Рока. В заснеженных лесах, окружающих место паломничества Кавагебо (6740 м), были сняты редкие чёрные ринопитеки, питающиеся лишайником. В горах Gaoligong тропические и альпийские растения произрастают по соседству. Снятая здесь живая фауна включает в себя таких птиц, как нектарники, питающиеся эпифитами, и глазчатый трагопан во время брачного периода. Плодоносящие деревья привлекают медвежьих макак и двухцветных белок, в то время как 250 оставшихся в Китае диких азиатских слонов добывают корм у подножия. Стайка бамбуковых летучих мышей была замечена внутри одного стебля; каждая летучая мышь размером с шмеля. Гигантский цветок аморфофаллуса ночью опыляется жуками мертвоедами. Чёрные хохлатые гиббоны сняты в лесах Wuliangshan. Население Юньнань включает племена дайцев, хани и цзино, каждое из которых считает леса священными и собирает в них урожай без вреда для природы, но в настойщее время появляются новые угрозы, такие как каучуковые плантации и туризм. |                       |               |                             |
| 3 | «Тибет»               | 25 мая 2008   | 2.88 (12% доли аудитории)   |
| Тибетское нагорье является темой третьей серии. Он охватывает четверть территории Китая, но там проживает всего 2,5 миллиона человек, большинство из которых составляют тибетские буддисты. Их религия сочетает традиционный буддизм с более древними шаманскими верованиями, и его учения проповедуют уважительное отношение к дикой природе. Редкие виды, такие как черношейный журавль и тибетские ушастые фазаны, могут непосредственно получить выгоду от совместного существования с людьми. Талая вода из 35 000 ледников Тибета образует большие пресноводные озера, включая Кукунор и Мапам-Юмцо. К гнездящимся птицам относятся большая поганка и горный гусь. Нагорье представляет собой высокогорную пустыню, охваченную ледяными ветрами, но здесь также обитает самое большое в Китае сосредоточение крупных животных. Архарские овцы спускаются по склонам к местам зимнего выпаса. В Чангтанге чиру попали в кадр в период гона, а дикие яки встречаются только в самых отдалённых районах. Хищники включают неуловимого снежного барса и тибетскую лису, воспользовавшуюся попытками тибетского медведя охотиться на пищух. Весьма полезный «caterpillar fungus» (кордицепс китайский) собирают с весенней почвы для использования в качестве традиционного лекарства. Жизнь пробивается даже в самых экстремальных условиях; Склоны Эвереста являются домом для вида пауков-скакунов, в то время как уникальная геотермальная змея выживает на высоте 4500 метров, нагревая своё тело в термальных источниках. Фестиваль Весак проходит на священной горе Кайлас и привлекает паломников различных вероисповеданий. Тибет отличается хрупкой экосистемой; его ледники тают, и это окажет глубокое влияние на будущее для миллиардов людей, которые зависят от вод, сходящих с плато. |                       |               |                             |
| 4 | «По ту сторону стены» | 1 июня 2008   | 3.23 (13.7% доли аудитории) |
| Четвёртый эпизод рассказывает о землях к северу от Великой китайской стены. Здесь кочевые племена из различных этнических групп по-прежнему перемещаются, но их традиционный образ жизни меняется, когда люди переезжают в современные города. В древней Маньчжурии последние рыбаки-нанайцы всё ещё забрасывают свои сети под толстый лёд замёрзшей реки Амур. Леса здесь обеспечивают проживание дикого кабана, который зимой добывает грецкие орехи, и последних оставшихся диких амурских тигров в Китае. Северные эвенские оленеводы приехали из Сибири сотни лет назад: сейчас их осталось только 30. Далее на западе лежат холмистые пастбища монгольской степи, а в Баян-Булаке скот монгольских всадников делит пастбища и водно-болотные угодья с размножающимися журавлями-красавками и лебедями-кликунами. Продолжая двигаться на запад, земля становится всё более горячей и сухой, превращаясь сначала в засушливые поля, на которых бродят редкие джейраны, а затем в пустыню Такла-Макан, крупнейшую в мире подвижную песчаную пустыню. Здесь стоят разрушенные города, наследие Великого шёлкового пути и множество ярдангов, скальных образований, вылепленных из песка. Подземные ирригационные каналы в оазисе Турфан позволяют выращивать виноград, и краснохвостые песчанки быстро пользуются этим. Казахские кочевники проводят лето в Тянь-Шане, а затем спускаются в бассейн Джунгария, засушливую землю, граничащую с пустыней Гоби, чтобы перезимовать. Здесь их скот делит скудное пастбище с последними лошадьми Пржевальского на земле. Казахи демонстрирует 6000-летнюю традицию охоты с орлами. Финальные сцены демонстрируют Харбинский международный фестиваль льда и снега.                                                                                         |                       |               |                             |
| 5 | «Земля панды»         | 8 июня 2008   | 3.19(13.3% доли аудитории)  |
| Пятая серия посвящена центральной части Китаю, где проживает народ хань. Они являются самой большой этнической группой на Земле, и их язык Mandarin является наиболее распространённым. Программа показывает, как с течением времени изменились отношения между людьми и дикой природой. Древние китайские верования придавали большое значение гармоничному совместному существованию человека и природы. В начале периода быстрого экономического роста Китая этот идеал был в значительной степени забыт. Ряд политических эталонов противопоставляет более просвещённую экологическую политику нынешнего правительства с политикой под председательством Мао Цзэдуна, что привело к широкомасштабной деградации. Китайский аллигатор и красноногий ибис — два вида, спасённых от вымирания непосредственным вмешательством человека. Другим животным пошли на пользу древние духовные верования и обычаи, которые способствуют уважению и почтению к дикой природе: колонок и мандаринки Пекина — два таких существа. Тем не менее, дикой природе по-прежнему угрожают незаконное браконьерство ради еды и ингредиентов народной медицины. К западу от Пекина лежат плодородные земли Великой Китайской равнины и Лёссовое плато, исток реки Хуанхэ. Повышенный спрос на воду изменил поток реки, а эрозия почвы вызывает пыльные бури, которые достигают столицы. На западе горы Циньлинь являются убежищем для некоторых из самых редких животных Китая, включая такина, рокселланова ринопитека и большую панду. В каждре можно видеть брачный период и период спаривания панд, впервые снятые в дикой природе. В красочных озёрах Цзючжайгоу среди лесов, сохранившихся под водой, плавают уникальные рыбы.                                                                                    |                       |               |                             |
| 6 | «Время возможностей»  | 15 июня 2008  | 2.52 (10% доли аудитории)   |
| Финальный эпизод включает пространство, растянутое на 14 500 км береговой линии Китая, где проживает 700 миллионов человек. Несмотря на десятилетия интенсивной урбанизации, это всё ещё важный маршрут миграции для птиц. Находящиеся на грани исчезновения японские журавли покидают свои северные насиженные места, чтобы перезимовать на маршах Яньчэн, крупнейшем прибрежном заболоченном пространстве Китая. Остров Шедао является важной остановкой на пути миграции, но щитомордники, оказавшиеся в затруднительном положении из-за повышения уровня моря, находятся в засаде на ветвях. Змея нападает на воробья, а другая снята во время поглощения зимородка. По всему побережью традиционные формы ведения сельского хозяйства позволяют дикой природе и людям жить бок о бок. Разнообразие представлено морскими водорослями и сердцевидками на севере и креветками на юге, что позволяет таким птицам, как лебеди-кликуны и колпицы, наживаться. В эпизодемпоказаны хакка, выращивающие улун и женщины Хуэйаня во время сбора устриц. Реки и моря Китая сильно загрязнены. Сточные воды и удобрения, выбрасываемые в залив Бохайвань, вызывают цветение планктона, привлекающее медуз, которые в Китае вылавливаются на продажу. В устье реки Янцзы расположенные выше по течению плотины мешают миграции таких существ, как корейский осётр и китайский краб. В тропическом Южно-Китайском море, где коралловые рифы находятся под угрозой, китовые акулы являются редкими гостями. К другим редким видам, запечатлённым на кадрах, относятся олень Давида и китайский дельфин. На острове Хайнань макаки прыгают в бассейн отеля, подчёркивая нелёгкое сосуществование дикой природы и людей в Китае, а также проблему сохранения традиционных гармоничных отношений с природой.       |                       |               |                             |

## Прокат и релизы
В качестве сопровождения к сериалу были выпущены Blu-ray Disc, DVD и книга:
- Blu-ray Disc (BBCBD0025), выпущенный 5 августа 2008 года, представляет сериал в формате высокой чёткости[21]. Этот сериал также включён в наборы Blu-ray дисков из коллекции BBC High Definition Natural History Collection для регионов A и B (BBCBD0056).
- Двухдисковый DVD-набор для региона 2 (BBCDVD2146), включающий все шесть полнометражных эпизодов, был выпущен 9 июня 2008 года[22]. Версия для региона 4 на DVD и Blu-ray была выпущена ABC DVD/Village Roadshow 1 июля 2008 года[23].
- 8 мая 2008 года BBC Books опубликовала книгу в мягкой обложке «Дикий Китай: скрытые чудеса самой загадочной земли мира» (ISBN 1-846-07233-6)[24].